# Uniunea Bulgară de Fotbal

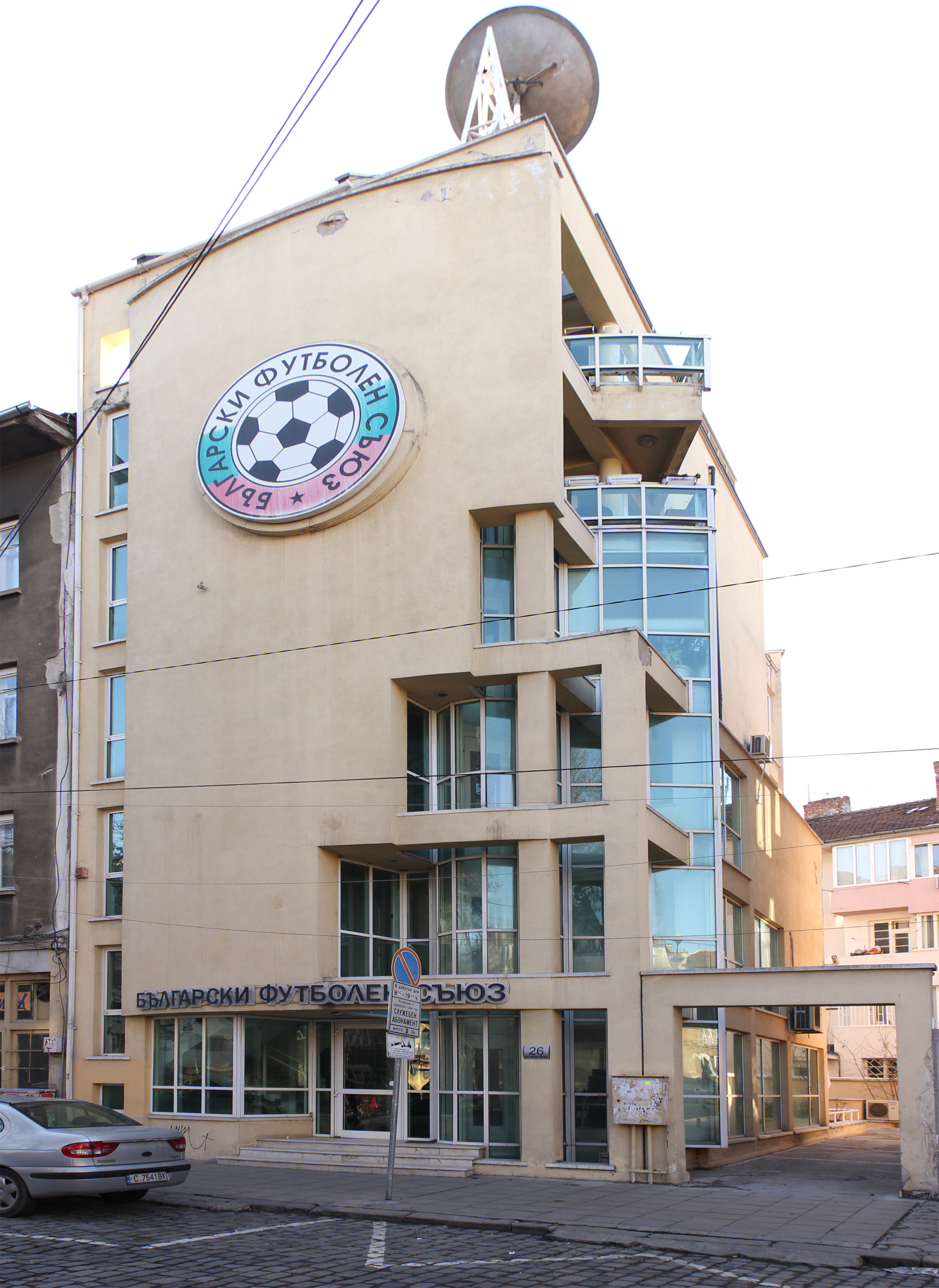
Sediul Federației Bulgare din Sofia

Uniunea Bulgară de Fotbal (bulgară Български футболен съюз, transliterat: Bǎlgarski futbolen sǎyuz; BFS) este forul conducător al fotbalului bulgar. Organizează :
- Grupa de Fotbal Profesionist A Bulgaria (GFP A Bulgaria)
- Grupa de Fotbal Profesionist B Bulgaria (GFP B Bulgaria)
- Grupa de Fotbal Profesionist C Bulgaria (GFP C Bulgaria)

## Președinții Federației Bulgare de Fotbal
| Președinți                | perioadă  |
| ------------------------- | --------- |
| Pavel Grozdanov           | 1923–1933 |
| Țvetan Ghenov             | 1933–1934 |
| Ivan Batandjiev           | 1934–1939 |
| Liubomir Sokerov          | 1940–1942 |
| Docio Hristov             | 1942–1944 |
| Gheorghi Stoianov         | 1946-1948 |
| Isak Katalan              | 1948      |
| Ivan Nikolov              | 1948-1949 |
| Mladen Nikolov            | 1949-1951 |
| Petar Kolarov             | 1951-1952 |
| Stefan Petrov             | 1952-1959 |
| Lacezar Avramov           | 1959-1961 |
| Kiril Nestorov            | 1961-1962 |
| Nedealko Donski           | 1962-1970 |
| Danail Nikolov            | 1970-1975 |
| Ivan Nikolov              | 1975-1979 |
| Krum Vasilcev             | 1979-1982 |
| Dimitar Nikolov           | 1982-1984 |
| Ivan Șpatov               | 1984-1986 |
| Andon Traikov             | 1986-1990 |
| Slavcio Tepavicearov      | 1990-1991 |
| Dimitar Largov            | 1991-1993 |
| Valentin Mihov            | 1993-1994 |
| Hristo Danov              | 1994-1995 |
| Ivan Slavkov              | 1995-2005 |
| Borislav Mihailov         | 2005-2019 |
| Mihail Kasabov (interim)  | 2019–2021 |
| Borislav Mihailov         | 2021–2023 |
| Mihail Kasabov (interim)  | 2023–2024 |
| Emil Kostadinov (interim) | 2024      |
| Gheorghi Ivanov           | 2024-     |